# Sommarmagnolia
Sommarmagnolia (Magnolia × wieseneri) är en hybrid i magnoliasläktet och i familjen magnoliaväxter mellan buskmagnolia (M. sieboldii) och junimagnolia (M. obovata).